# Trindade a Martim Vaz
Trindade a Martim Vaz (portugalsky Trindade e Martim Vaz) je celý název malého souostroví sopečného původu. Nachází se v jižní části Atlantiku asi 715 kilometrů východně od města Vitória na brazilském pobřeží. Ostrovy jsou pod správou Brazílie; jako správní část státu Espírito Santo. Objevil je v roce 1502 Portugalec João da Nova. V roce 1700 navštívil ostrovy na své výzkumné cestě Edmund Halley. Souostroví není trvale obydleno, ale brazilské námořnictvo zde udržuje posádku 32 vojáků. Ostrovy jsou důležitým hnízdištěm karety obrovské.

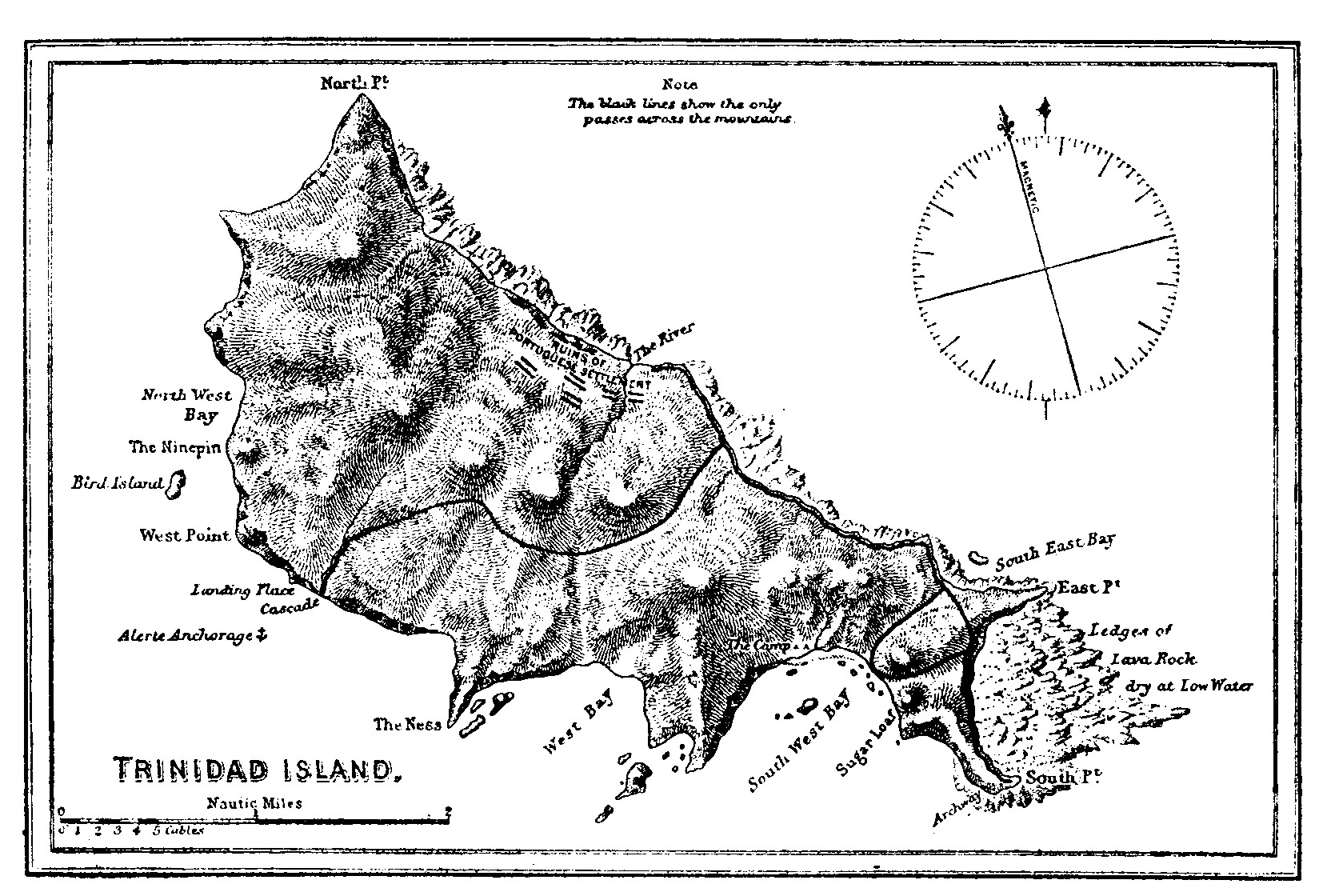
Mapa ostrova Trindad

Souostroví o celkové rozloze 10,4 km² tvoří tyto ostrovy:
- Trindade 10,1 km²
- Martim Vaz
  - Norte
  - Racha
  - Angulha
  - Sul (nejvýchodnější bod Brazílie o souřadnicích 20°27′43″ j. š., 28°50′9″ z. d.)

O strategicky významné souostroví vedli dlouho spor Brazilci a Britové. V roce 1893 zde vyhlásil americký dobrodruh James Harden-Hickey nezávislé Knížectví Trinidad a sám se jmenoval jeho vojenským diktátorem. Nepodařilo se mu však na neúrodný ostrov nalákat žádné osadníky a v roce 1895 jej vyhnali Britové, kteří ostrov využívali jako stanici podmořského kabelu, nicméně o rok později předali Trindade do svrchovanosti Brazílie.